# Copa de Europa de bádminton
La Copa de Europa de bádminton es una competición de clubes de bádminton, organizada por la Confederación Europea de Bádminton
en la que suelen participar los equipos campeones en las ligas adscritas a este organismo. El equipo con más títulos es el NL Primorye Vladivostok ruso con 8 campeonatos. La competición se juega, íntegramente, en una ciudad escogida por el máximo organismo europeo y dura alrededor de una semana. El formato más habitual es el de liguillas compuestas por 4 equipos en el que el mejor de cada grupo pasa a las eliminatorias finales.

## Historial
| Año  | Edición | Sede                | País                | Ganador                   | Finalista                                             | Resultado |
| ---- | ------- | ------------------- | ------------------- | ------------------------- | ----------------------------------------------------- | --------- |
| 1978 | I       | Bochum              | Alemania Occidental | Gentofte BK               | 1. BV Mülheim                                         | 5–2       |
| 1979 | II      | Haarlem             | Países Bajos        | Gentofte BK               | BC Duinwijck                                          | 6–1       |
| 1980 | III     | Mülheim an der Ruhr | Alemania            | Wimbledon SBC             | Hvidovre BK                                           | 4–3       |
| 1981 | IV      | Copenhague          | Dinamarca           | Gentofte BK               | BMK Aura Malmö                                        | 7–0       |
| 1982 | V       | Amberes             | Bélgica             | Gentofte BK               | BC Duinwijck                                          | 6–1       |
| 1983 | VI      | Paris               | Francia             | Gentofte BK               | BMK Aura Malmö                                        | 7–0       |
| 1984 | VII     | Malmö               | Suecia              | BMK Aura Malmö            | Gentofte BK                                           | 7–0       |
| 1985 | VIII    | Mülheim             | Alemania Occidental | Gentofte BK               | BMK Aura Malmö                                        | 7–0       |
| 1986 | IX      | Haarlem             | Países Bajos        | Gentofte BK               | BMK Aura Malmö                                        | 6–1       |
| 1987 | X       | Villach             | Austria             | Triton BK Aalborg         | BMK Aura Malmö                                        | 4–3       |
| 1988 | XI      | Moscú               | Unión Soviética     | SAC Omsk                  | Triton BK Aalborg                                     | 4–3       |
| 1989 | XII     | San Javier          | España              | Headingley BC             | Göteborgs BK                                          | 4–3       |
| 1990 | XIII    | Budapest            | Hungría             | Göteborgs BK              | Velo BC van Zundert                                   | 5–2       |
| 1991 | XIV     | Amberes             | Bélgica             | Stockholm Sparvagars GoIF | Headingley BC                                         | 5–2       |
| 1992 | XV      | Sofia               | Bulgaria            | BC Feibra Linz            | TBC Reykjavík                                         | 6–1       |
| 1993 | XVI     | Kristiansand        | Noruega             | Lillerod BK               | Göteborgs BK                                          | 4–3       |
| 1994 | XVII    | Most                | República Checa     | Lillerod BK               | Göteborgs BK                                          | 5–2       |
| 1995 | XVIII   | Kristiansand        | Noruega             | Lillerod BK               | Göteborgs BK                                          | 5–2       |
| 1996 | XIX     | Haarlem             | Países Bajos        | Kastrup Magleby BK        | Technokhim Moscú                                      | 4–1       |
| 1997 | XX      | Lisburn             | Irlanda             | Hvidovre BK               | Technokhim Moscú                                      | 4–3       |
| 1998 | XXI     | Most                | República Checa     | Kastrup Magleby BK        | Technokhim Moscú                                      | 4–1       |
| 1999 | XXII    | Dornbirn            | Austria             | BC Eintracht Südring      | Sportschool van Zijderveld                            | 5–1       |
| 2000 | XXIII   | Eindhoven           | Países Bajos        | Kastrup Magleby BK        | Fyrisfjädern Uppsala                                  | 5–2       |
| 2001 | XXIV    | Upsala              | Suecia              | Hvidovre BK               | Fyrisfjädern Uppsala                                  | 4–3       |
| 2002 | XXV     | Berlín              | Alemania            | Lokomotiv Rekord Moscú    | Fyrisfjädern Uppsala                                  | 4–3       |
| 2003 | XXVI    | Upsala              | Suecia              | Lokomotiv Rekord Moscú    | Fyrisfjädern Uppsala                                  | 4–1       |
| 2004 | XXVII   | Haarlem             | Países Bajos        | Greve Strands BK          | FC Langenfeld                                         | 4–1       |
| 2005 | XXVIII  | Issy-les-Moulineaux | Francia             | Kastrup Magleby BK        | 1. BC Beuel                                           | 4–1       |
| 2006 | XXIX    | La Rinconada        | España              | Issy-les-Moulineaux       | SC Meteor Dnjepropetrowsk Uniao Desportiva de Santana |           |
| 2007 | XXX     | Amersfoort          | Países Bajos        | NL Primorye Vladivostok   | BC Amersfoort                                         | 4–2       |
| 2008 | XXXI    | Moscú               | Rusia               | Prymorye                  | Favorit-Ramenskoye                                    | 4–1       |
| 2009 | XXXII   | Sofia               | Bulgaria            | Favorit-Ramenskoye        | Issy-Les-Moulineaux                                   | 4–2       |
| 2010 | XXXIII  | Zwolle              | Países Bajos        | 1. BC Sarrebruck          | Favorit-Ramenskoye                                    | 4–2       |
| 2011 | XXXIV   | Zwolle              | Países Bajos        | BC Duinwijck              | Van Zundert Velo                                      | 4–2       |
| 2012 | XXXV    | Pécs                | Hungría             | NL Primorye Vladivostok   | Team Skælskør-Slagelse                                | 4–2       |
| 2013 | XXXVI   | Beauvais            | Francia             | NL Primorye Vladivostok   | Team Skælskør-Slagelse                                | 4–1       |
| 2014 | XXXVII  | Amiens              | Francia             | NL Primorye Vladivostok   | BC Chambly Oise                                       | 4–1       |
| 2015 | XXXVIII | Tours               | Francia             | NL Primorye Vladivostok   | Aix Université CB                                     | 3-1       |
| 2016 | XXXIX   | Tours               | Francia             | Issy-les-Moulineaux       | BC Chambly Oise                                       | 3-2       |
| 2017 | XL      | Milan               | Italia              | Issy-les-Moulineaux       | BC Chambly Oise                                       | 3-1       |
| 2018 | XLI     | Bialystok           | Polonia             | NL Primorye Vladivostok   | BC Chambly Oise                                       | 3-1       |
| 2019 | XLII    | Junglinster         | Luxemburgo          | NL Primorye Vladivostok   | BC Chambly Oise                                       | 3-0       |
| 2022 | XLIV    | Białystok           | Polonia             | UKS Hubal Bialystok       | BC Chambly Oise                                       | 3-1       |